# Marcel Kerff
Marcel Kerff (Sint-Martens-Voeren, 2 giugno 1866 – Moelingen, 7 agosto 1914) è stato un ciclista su strada belga.
Professionista dal 1896 al 1904, partecipò alla prima edizione del Tour de France che chiuse al sesto posto. La sua vita finì all'inizio della prima guerra mondiale, quando fu fucilato dall'esercito tedesco dopo essere stato accusato di spionaggio.

## Carriera
Kerff ottenne diversi piazzamenti nelle lunghe corse che si organizzavano nell'epoca eroica del ciclismo.
Nel 1896 fu sesto alla Bordeaux-Parigi, mentre nel 1897 partecipò al campionato belga che chiuse al quinto posto, ed alla Parigi-Roubaix che in cui fu decimo, mentre nel 1899 fu sesto.
Nel 1900 vinse la 24 ore di Anversa, dove l'anno successivo fu secondo. Identico risultato ottenne nel 1901 anche nella 24 ore di Verviers e nella Bordeaux-Roubaix, mentre chiuse tredicesimo alla Parigi-Roubaix.
Anche i fratelli Leopold e Charles furono ciclisti dell'epoca; quest'ultimo morì in corsa, durante la Marsiglia-Parigi, nel 1902. 

## Palmarès
- 1900 (individuale, una vittoria)

48 ore di Anversa

## Piazzamenti

### Grandi Giri
- Tour de France

1903: 6º

### Classiche monumento
- Parigi-Roubaix

1897: 10º
1899: 6º
1901: 13º